# CM Punk

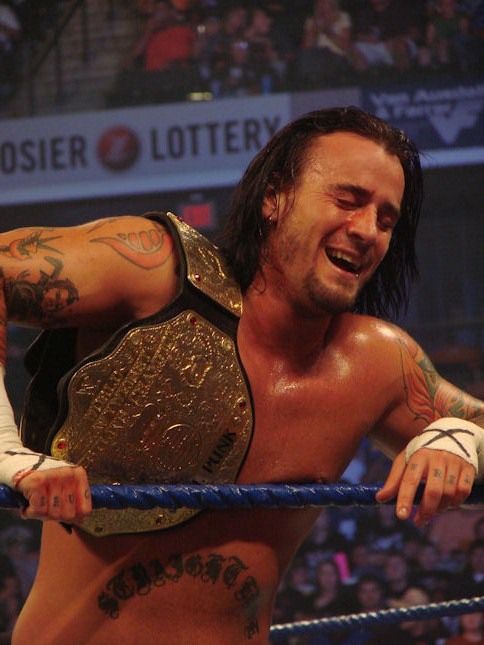
CM朋克與世界重量級冠軍腰帶（2008年）

菲利普·傑克·布魯克斯（1978年10月26日—），以其擂台名CM朋克而聞名，是美國職業摔角選手、演員、退休綜合格鬥選手和評論員。他目前受聘於世界摔角娛樂（WWE）並加入RAW品牌，曾於2005年至2014年在該公司摔角，並於2023年11月回歸。此前，他於2021年至2023年受聘於全精英摔角（AEW）。
CM朋克成長於芝加哥，朋克的童年在對諸如Roddy Piper vs. Jimmy Snuka這些經典劇情的關注與熱愛中度過。激情四射的碰撞令朋克為之著迷，並堅定不移的相信終有一天世界摔角娛樂會成為他的歸屬。在2014年與AJ Lee結婚。
在CM朋克的摔角事業中，朋克曾是8次世界冠軍（一次的ECW冠軍、兩次的WWE冠軍、三次的世界重量級冠軍，两次AEW世界冠军），以及一次的世界雙打冠軍（與科菲·京斯頓一次）、一次的WWE洲際冠軍、一次的ROH冠軍、兩次的公事包大戰鐵梯賽優勝者（2008年、2009年）。除此之外，CM朋克還是3個選手中（包括Kane和Big Show）擁有世界摔角娛樂4種世界冠軍的選手及第19位的WWE三冠王。CM朋克在獨立圈摔角時就展現出了他的天賦，在ROH摔角期間，他就拿下了ROH雙打冠軍、ROH世界冠軍，而且是ROH摔角學校的第一任教練組長。2005年CM朋克和世界摔角娛樂簽約，隨後被送往發展聯盟俄亥俄谷摔角 （OVW），在那裏他拿下了那裏擁有的所有冠軍，2014年出走WWE后，朋克度过了七年的退休生活，尽管在2016年短暂加入UFC，但他的综合格斗生涯也在同年草草结束，2021年，朋克接受全精英摔角的邀约正式重返摔角界，2023年11月，CM朋克时隔近10年回归世界摔角娱乐震惊整个摔角界。
縱觀他的職業生涯，CM朋克一直在扮演著他的直刃族（Straight-Edge）角色，這也是他現實生活的生活方式。根據他當時的角色扮演，即我們常說的正派（Face）或者反派（Heel）來決定突出直刃族（Straight-Edge）中的不同方面以此來得到觀眾不同的迴響。

## 职业摔角生涯

### 世界摔角娱乐/WWE（2006-2014）

#### WWE冠军时期（2011-2013）

##### 麦克风炸弹
2011年6月，朋克在一场争夺WWE冠军头号挑战者的三重威胁赛中击败阿尔伯托·德·里奥和雷·密斯特里欧，获得在7月的付费赛事合约阶梯（Money In The Bank）上挑战WWE冠军的机会，在6月17日的RAW上，朋克于节目尾声发表了震惊摔角界的“麦克风炸弹”演说，在演说中，朋克批评了WWE的运营方式、调侃总裁文斯·麦克曼，告诉观众自己的合同将于合约阶梯大赛结束后到期，本次演说被广泛认定为摔角界最伟大的演说之一。朋克在演说后正式转为正派并私下离开The Nexus军团恢复单打。2011年7月17日的合约阶梯大赛中，CM朋克在主站赛击败约翰·塞纳夺得他WWE生涯第一条WWE冠军，这场比赛获得了戴夫·梅尔泽的五星评价，是WWE时隔14年再次打出五星比赛，比赛结束朋克在众目睽睽之下带着WWE冠军腰带离开节目。
2011年，7月25日，CM朋克在节目尾声携带新的出场音乐重返节目，在当晚约翰·塞纳击败新任的WWE冠军雷·密斯特里欧再次成为WWE冠军，回归节目的朋克身上也有一条WWE冠军，因此敲定与约翰·塞纳在夏日狂潮（SummerSlam）的WWE冠军统一赛。8月14日的夏日狂潮大赛主站赛，由Triple H担当特约裁判，朋克在比赛中争议战胜约翰·塞纳成为唯一的WWE冠军，但在赛后遭遇凯文·纳什的袭击并被合约公文包先生阿尔伯托·德·里奥兑现合约夺走了WWE冠军。
接下来的几个月，朋克开始了与Triple H的短暂恩怨并在冠军之夜（Night Of Champion）与其的比赛中战败结束恩怨，10月2日参加地狱牢笼（Hell In A Cell）的WWE冠军三重威胁赛但夺冠失败。

##### 第二次冠军
2011年11月20日的强者生存（Survivor Series）中，CM朋克再次挑战阿尔伯托·德·里奥并赢下比赛再次成为WWE冠军。11月28日的RAW上，朋克在与阿尔伯托·德·里奥的冠军二番战中获胜，12月18日的桌子、梯子、椅子（TLC:Tables，Ladders&Chairs）上击败米兹和阿尔伯托卫冕冠军，2012年1月29日的皇家大战，CM朋克在干扰下击败多夫·锡格勒再次卫冕冠军。2月19日的铁笼密室上，CM朋克接连面对多夫·锡格勒、米兹、克里斯·杰利可、科菲·京斯顿和R-Truth并成功拿下比赛胜利。克里斯·杰利可在接下来的节目中声称朋克的父亲是个酒鬼而妹妹是个瘾君子，并要求朋克倘若输掉WWE冠军则必须去酗酒，朋克旋即与其约战，在摔角狂热上朋克击败了克里斯·杰利可卫冕冠军。在4月16日的RAW节目上，朋克在一场无取消资格赛中击败马克·亨利再次卫冕冠军，与克里斯·杰利可的恩怨在极限规则上再次展开，这次的赛制是一场街头大战，朋克在比赛中使用多种武器并最终再次击败克里斯·杰利可结束他们的恩怨。5月20日，朋克在超越极限（Over The Limit）上击败丹尼尔·布莱恩并卷入其和AJ李的恩怨之中，在6月17日的无路可逃上，朋克在一场三重威胁赛中击败丹尼尔·布莱恩和肯恩再次卫冕。7月15日，朋克与丹尼尔·布莱恩在合约阶梯上打出一场技战术等级极高的无取消资格赛，这场比赛由AJ李担任特邀裁判，最终朋克争议击败丹尼尔·布莱恩并结束与他的恩怨。

##### 转反与记录
2011年7月23日的RAW 1000节目上，约翰·塞纳宣布在当晚兑现他的冠军合约和朋克进行一场公平的冠军捍卫赛，但比赛中途Big Show乱入擂台攻击塞纳导致朋克犯规比赛结束，尽管输掉比赛但是朋克保住了WWE冠军，随后，朋克准备离开擂台，此时巨石强森回归节目攻击Big Show，此时朋克突然返回擂台打倒强森以行动宣布自己正式转反。
2012年8月19日的夏日狂潮上，朋克在一场三重威胁赛中击败约翰·塞纳和Big Show再次卫冕冠军。在接下来的节目里，朋克与早年在OVW指导他的传奇经纪人保罗·黑门结为合作关系。随后在冠军之夜上，朋克和约翰·塞纳的单打比赛以相互压制的争议结束了两人的恩怨。10月28日的地狱牢笼上，朋克战胜莱钡克再次卫冕冠军。11月18日的强者生存上，朋克在一场三重威胁赛中争议击败约翰·塞纳和莱钡克，值得注意的是，本场比赛中来自NXT的迪恩·安布罗斯、赛斯·罗林斯和罗曼·瑞恩斯组成的圣盾乱入比赛并将即将赢得比赛的莱钡克爆桌导致朋克争议获胜，事后迹象表明，朋克雇佣了该三人组为其幕后打手。2013年1月7日的RAW上，朋克再次在圣盾的帮助下击败莱钡克，这段时间内圣盾已经多次袭击其他摔角手引发诸多不满，WWE总裁文斯·麦克曼宣布在接下来的皇家大战中，倘若圣盾再次帮助朋克争议获胜，他的WWE冠军将被剥夺。1月27日的皇家大战上，朋克再次在圣盾的帮助下击败巨石强森卫冕冠军，但在比赛结束后文斯·麦克曼认为比赛存在争议理应剥夺冠军，巨石强森则要求比赛重新开始，在重新开始的比赛中，巨石强森强势击败朋克夺走WWE冠军，至此，CM朋克为期434天的WWE冠军捍卫生涯正式结束。
CM朋克的第二次WWE冠军维持了434天的卫冕记录，成为1988年以来卫冕时间最久的WWE冠军选手，并且是WWF正式改名为WWE以来卫冕时间最久的记录，这个记录直到2024年才被罗曼·瑞恩斯的735天记录打破。

#### 最后一年（2013-2014）
尽管被巨石强森夺走了WWE冠军，朋克仍然在接下来的铁笼密室上争取到了二番战，但是最终落败无缘夺回冠军，2月25日的RAW上，朋克与同年皇家大战优胜者约翰·塞纳打了一场WWE冠军头号挑战者资格赛但再次落败，朋克本应无缘同年的摔角狂热，但在3月4日的RAW上，朋克参加了一场四重威胁赛并最终获胜，获得在摔角狂热上挑战送葬者不败纪录的资格。比赛后的第二天，送葬者早年的经纪人保罗·贝尔在现实生活中逝世，此后，朋克经常对送葬者发表傲慢和不尊重的言论，包括偷窃贝尔的骨灰盒予以羞辱。在4月7日的摔角狂热上，朋克被送葬者击败。随后，朋克离开节目两个月以治疗伤情。
6月16日的有仇必报（Pay Back）上，朋克回归击败克里斯·杰利可并转回正派，此后，他要求经纪人保罗·黑门不要再在场边指导他的比赛或使用肮脏手段，此举导致了黑门的不满，在之后的比赛中，他遭到黑门另一位客户布洛克·莱斯纳的袭击，尽管保罗·黑门声称那与他没关系，但在7月14日的合约阶梯上，朋克即将通过梯子拿到合约公文包时，保罗·黑门从身后用梯子袭击了朋克导致其失去比赛能力并宣布两人决裂，在随后的节目里，朋克与布洛克·莱斯纳敲定了在夏日狂潮上的无取消资格赛，8月18日的夏日狂潮上，朋克与布洛克·莱斯纳进行了一场精彩的比赛，尽管朋克最终争议性的落败，但本场比赛被广泛认为是朋克的WWE生涯最佳比赛之一。
在接下里的几个月内，朋克与保罗·黑门的恩怨仍未结束，对手由布洛克·莱斯纳变为了柯尔提斯·艾克赛尔，朋克在9月15日的冠军之夜上挑战柯尔提斯·艾克赛尔和保罗·黑门，比赛中莱钡克乱入比赛打倒朋克导致其输掉比赛，随后朋克的剧情对手变为莱钡克。朋克在10月6日的决战之地（Battleground）上和10月27日的地狱牢笼上两次击败莱钡克，并在铁笼上对保罗·黑门使出了终结技永久沉睡正式结束恩怨。
结束与保罗·黑门的恩怨后，朋克与怀亚特家族产生恩怨，在此期间朋克多次联手罗兹兄弟和乌索兄弟对抗怀亚特家族和圣盾，在11月24日的强者生存上，朋克与丹尼尔·布莱恩组队击败了卢克·哈珀和埃尔伊克·洛望。在第二天的RAW上，朋克在试图救丹尼尔·布莱恩免于被怀亚特家族“劫持”时遭到圣盾的袭击，随后朋克在节目上暗示，由Triple H和斯蒂芬妮·麦克马洪领导的组织“Authority”下令发动袭击，这导致同为组织帮凶的运营总监肯恩安排朋克于12月15日在桌子、梯子、椅子中与圣盾三人组进行三对一的强弱不等赛。在比赛中，罗曼·瑞恩斯误伤迪恩·安布罗斯，朋克趁机压制拿下这场“不可能获胜”的比赛。
朋克突如其来的胜利让肯恩恼羞成怒并宣布朋克将是2014年皇家大战的第一位入场者，在1月26日的皇家大战上，朋克第一位出场并坚持到最后四强，但被肯恩从擂台外袭击淘汰，肯恩将朋克爆桌解说席后离去。
2014年1月26日的皇家大战是CM朋克最后一次出席节目，此后他不再出席节目并在7月份合同到期后正式离开WWE。

### 全精英摔角/AEW（2021-2023）

#### 首秀和冠军（2021-2022）
2021年8月20日的AEW Rampage节目上，CM朋克时隔7年亮相回归职业摔角行业，并紧接着在9月5日的付费赛事All Out上对阵并击败了达比·艾林。
5月29日，朋克在Double or Nothing上挑战的AEW世界冠军并最终获胜，夺得自己的第一条AEW冠军，但在夺冠5天后，朋克在6月3日的Rampage节目中宣布，他将暂时退出比赛以恢复脚伤，但他仍将是冠军。尽管如此，6月26日，乔恩·莫克斯利在AEW和NJPW联合举办的禁忌之门赛事上顶替朋克加冕成为临时冠军。8月10日，在Dynamite节目中朋克回归挑战乔恩·莫克斯利，但在比赛中由于脚踝的意外受伤而被乔恩·莫克斯利轻松击败夺走AEW世界冠军，在9月4日的All Out大赛上，朋克再次对阵乔恩·莫克斯利，最终朋克获得胜利并第二次夺得AEW世界冠军。

#### 停职和离职（2022-2023）
朋克在All Out大赛结束后的媒体发布会上公开指责肯尼·欧米茄和羊拔兄弟散布关于朋克试图让柯尔特·卡巴纳被解雇的谣言，朋克、肯尼·欧米茄以及羊拔兄弟均被停赛调查，而朋克的AEW世界冠军也随即被取消，此后，朋克长时间离开节目。
阔别9个月之后，朋克于2023年6月17日在Collision首播中重返 AEW ，与FTR联手，在一场六人双打比赛中击败了萨摩亚·乔、杰伊·怀特和朱斯·罗宾逊。在7月29日的Collision节目中，朋克展示了他在2022年9月赢得的AEW世界冠军，宣布自己才是真正的世界冠军，并表示他仍然理所当然地拥有这个头衔，因为他从未被击败过。然后，他在腰带上喷涂了他标志性的“X”符号。 8月27日的All In赛事中，他成功击败萨摩亚·乔，卫冕了“真正的世界冠军”，这也是他的最后一场AEW比赛。
在比赛赛后，朋克在后台与杰克·佩里发生争执并大打出手，一度伤害到其他选手，最终，AEW执行总裁托尼·可汗宣布解雇CM朋克。

### 重返WWE（2023-）
2023年11月25日，在芝加哥大都市区举行的强者生存赛事上，在整个节目的最后，CM朋克突然回归WWE震惊摔角界，这是他在2014年离开后首次在WWE出场，朋克的回归在芝加哥的现场受到了史无前例的欢呼声，而现场刚刚打完比赛的赛斯·罗林斯则表现出相当不满的情绪。朋克在12月11日的RAW上宣布与RAW签约并宣布参加次年的皇家大战，朋克回归后的第一场比赛是在12月26日的现场秀中，战胜了多米尼克·密斯特里欧。
2024年1月27日，在皇家大战中，朋克第27位出场并坚持到最后两人但最终被科迪·罗兹淘汰屈居亚军，然而在比赛中，朋克右侧三头肌撕裂导致他无法参加同年的摔角狂热40，原定于该届赛事由朋克对阵时任世界重量级冠军赛斯·罗林斯的比赛也被迫取消。
尽管受伤期间无法比赛，但是朋克依然大规模的出席了WWE的节目并在节目中与德鲁·麦金泰尔产生恩怨，朋克所受的伤正是在皇家大战上由德鲁·麦金泰尔无意造成，麦金泰尔随后在X上大幅宣传此事引发恩怨。朋克出席了同年4月的摔角狂热40并担任解说员，在4月7日的摔角狂热40上，德鲁·麦金泰尔战胜时任世界重量级冠军赛斯·罗林斯并夺走冠军头衔后来到解说台上嘲讽朋克，朋克趁机袭击了他，随后达米安·普利斯特快速进场兑现合约包夺走了麦金泰尔刚刚获得的冠军。
朋克与德鲁·麦金泰尔在随后的节目中多次干扰彼此的比赛，在6月15日于苏格兰（麦金泰尔的家乡）举行的城堡争霸上，德鲁·麦金泰尔对阵达米安·普利斯特的世界重量级冠军赛中，朋克出场偷袭麦金泰尔导致其输掉比赛。随后在7月6日的合约阶梯大赛上，德鲁·麦金泰尔夺得了合约公文包并在当晚兑现在达米安·普利斯特和赛斯·罗林斯的冠军赛中，但朋克在比赛中再次乱入偷袭麦金泰尔导致其失去刚刚获得的合约公文包，双方恩怨大大加深。随后，朋克与德鲁·麦金泰尔进行了三番战，第一场比赛是在8月3日的夏日狂潮上，由赛斯·罗林斯担任特邀裁判的单打赛，本场比赛由德鲁·麦金泰尔争议获胜；第二场比赛是8月31日在柏林举办的柏林狂欢（Bash In Berlin）上的一场捆绑赛，本场比赛朋克强势击败了德鲁·麦金泰尔；第三场比赛是10月5日的Bad Blood上的一场铁笼赛，最终朋克再次战胜德鲁·麦金泰尔赢得三番战的胜利，第三场比赛获得戴夫·梅尔泽的五星评价，本段恩怨也成为多家摔角杂志统一认可的年度最佳恩怨。
短暂的休整后，朋克于11月22日的SmackDown节目的最后时刻回归，由保罗·黑门介绍成为同年强者生存上罗曼·瑞恩斯队伍的第五位成员，在11月30日的强者生存上，朋克携手罗曼·瑞恩斯、乌索兄弟、萨米·辛击败了由索羅·西科亞、雅各布·法图、塔玛·汤加、汤加·罗亚、布朗森·里德组成的五人小队。
2025年1月15日，在Netflix首播的RAW上，朋克时隔11年再次在RAW进行比赛，本场比赛朋克击败了赛斯·罗林斯并展开与其的恩怨。2月1日的皇家大战上，朋克第24位出场并坚持到最后四强但最终被罗根·保罗淘汰，在场下与之前被他淘汰的罗曼·瑞恩斯和赛斯·罗林斯发生打斗。2月3日的RAW上，朋克击败萨米·辛获得参加铁笼密室的资格。3月1日在多伦多举办的铁笼密室上，朋克在先后淘汰罗根·保罗和赛斯·罗林斯并坚持至决胜局时被已经淘汰的赛斯·罗林斯偷袭，最终被约翰·塞纳锁晕输掉比赛。3月10日的RAW上，朋克与赛斯·罗林斯进行了一场激烈的铁笼赛并获得胜利，比赛结束后罗曼·瑞恩斯出场攻击两人并延续先前的恩怨，三人于3月21日的SmackDown节目中敲定在摔角狂热41第一晚主站赛上的三重威胁赛，这是CM朋克第一次参加摔角狂热的主站赛。在摔角狂热41第一晚的主站赛上，由于保罗·黑门的背叛，赛斯·罗林斯击败朋克和罗曼·瑞恩斯。
摔角狂热大赛之后，朋克与萨米·辛组队在5月24日的周六夜主站赛上对阵赛斯·罗林斯和布朗·布雷克，比赛中布朗森·里德回归袭击朋克和萨米导致战败。在6月2日的RAW上，朋克在对阵A.J.斯泰尔斯和美国至尊的三重威胁赛中再次遭遇赛斯军团的袭击输掉比赛无缘合约阶梯大赛。6月28日在利雅得举行的冠军之夜上，朋克时隔12年再次对阵约翰·塞纳争夺毋庸置疑WWE冠军，比赛中由于赛斯·罗林斯的干扰，朋克未能夺冠。7月14日的RAW上，主站赛是一场争夺世界重量级冠军头号挑战者的车轮赛，朋克在比赛中最后一个登场对阵布朗·布雷克，尽管遭到布朗森·里德的袭击，但先前被袭击淘汰的杰·乌索出场帮助朋克解围，朋克最终比赛获得在夏日狂潮挑战冈瑟的世界重量级冠军的机会。

## 冠軍與成就
- 世界摔角娛樂
  - ECW冠軍（1次）
  - WWE冠軍（2次）
  - 世界重量級冠軍（3次）
  - 世界雙打冠軍（1次） （與科菲·京斯頓一次）
  - WWE洲際冠軍（1次）
  - 公事包大戰鐵梯賽SmackDown部分優勝者（2次，2008年、2009年）
- 其他
  - ROH雙打冠軍
  - ROH世界冠軍
  - PWI #1 (2012年)
- 全精英摔角
  - AEW世界冠軍（2次）

## 外部連結
- 官方網站
- CM Punk的X（前Twitter）
- YouTube上的CM Punk
- WWE官方網站上的資料（页面存档备份，存于）
- CM Punk在互联网电影资料库（IMDb）上的資料（英文）